# Steinweg 15 (Quedlinburg)

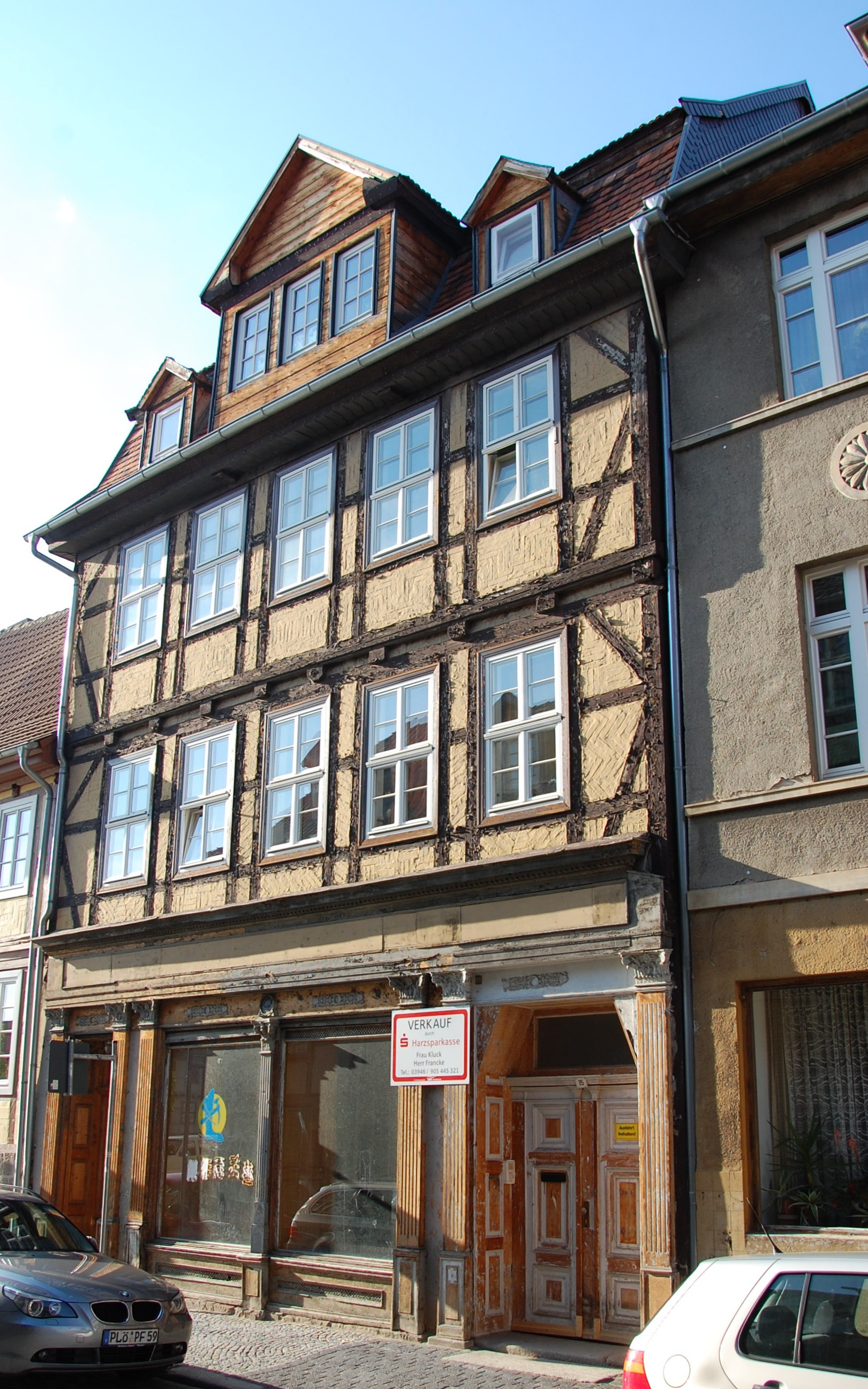
Haus Steinweg 15

Das Haus Steinweg 15 ist ein denkmalgeschütztes Gebäude in der Stadt Quedlinburg in Sachsen-Anhalt.

## Lage
Das im Quedlinburger Denkmalverzeichnis als Wohnhaus eingetragene Gebäude befindet sich in der historischen Neustadt Quedlinburgs auf der Nordseite des Steinwegs und gehört zum UNESCO-Weltkulturerbe.

## Architektur und Geschichte
Das dreigeschossige Fachwerkhaus wurde im Spätbarock in der Zeit um 1790 errichtet. Die Gefache der Fachwerkfassade sind mit Zierausmauerungen versehen. Um 1880 wurde im Erdgeschoss ein Ladengeschäft im Stil des Spätklassizismus eingefügt. Bedeckt ist das Gebäude mit einem Mansarddach, darüber hinaus besteht ein Zwerchhaus.